# Cavaleiro Negro (satélite)

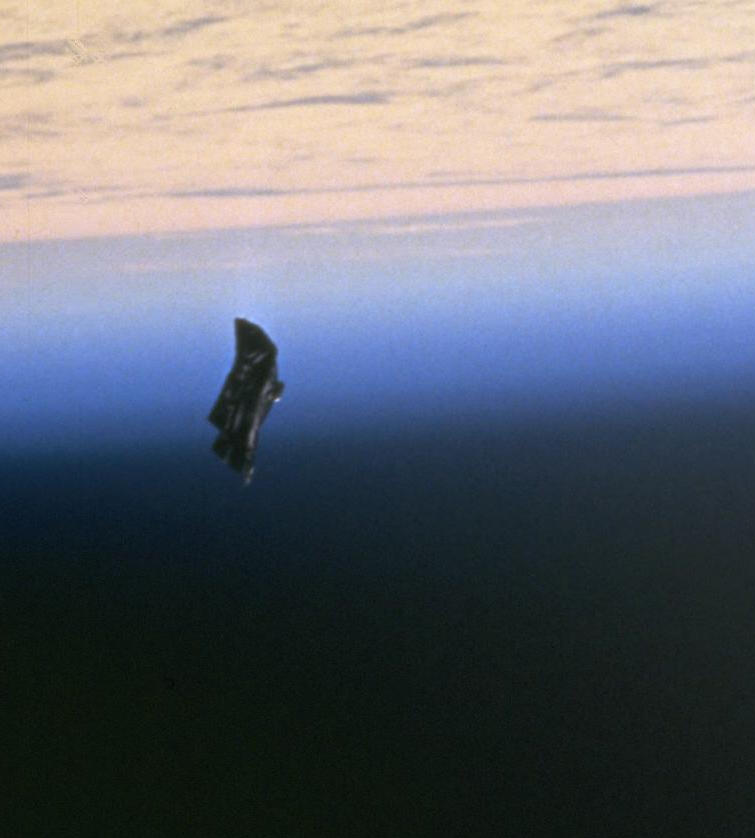
Detalhe da foto STS088-724-66 da NASA, mostrando um detrito espacial.

Cavaleiro Negro (em inglês:  Black Knight) seria um suposto satélite artificial reivindicado por alguns teóricos da conspiração como sendo um objeto de aproximadamente 13.000 anos de idade de origem extraterrestre e que orbita a Terra em uma órbita quase polar. Críticos e acadêmicos têm classificado o "Cavaleiro Negro" como uma lenda urbana que combina várias histórias que sequer são relacionadas. Uma foto da NASA de 1998, que alguns dizem mostrar o satélite, na verdade é um cobertor térmico perdido após uma atividade extraveicular durante a missão STS-88.